# Каунаська ратуша

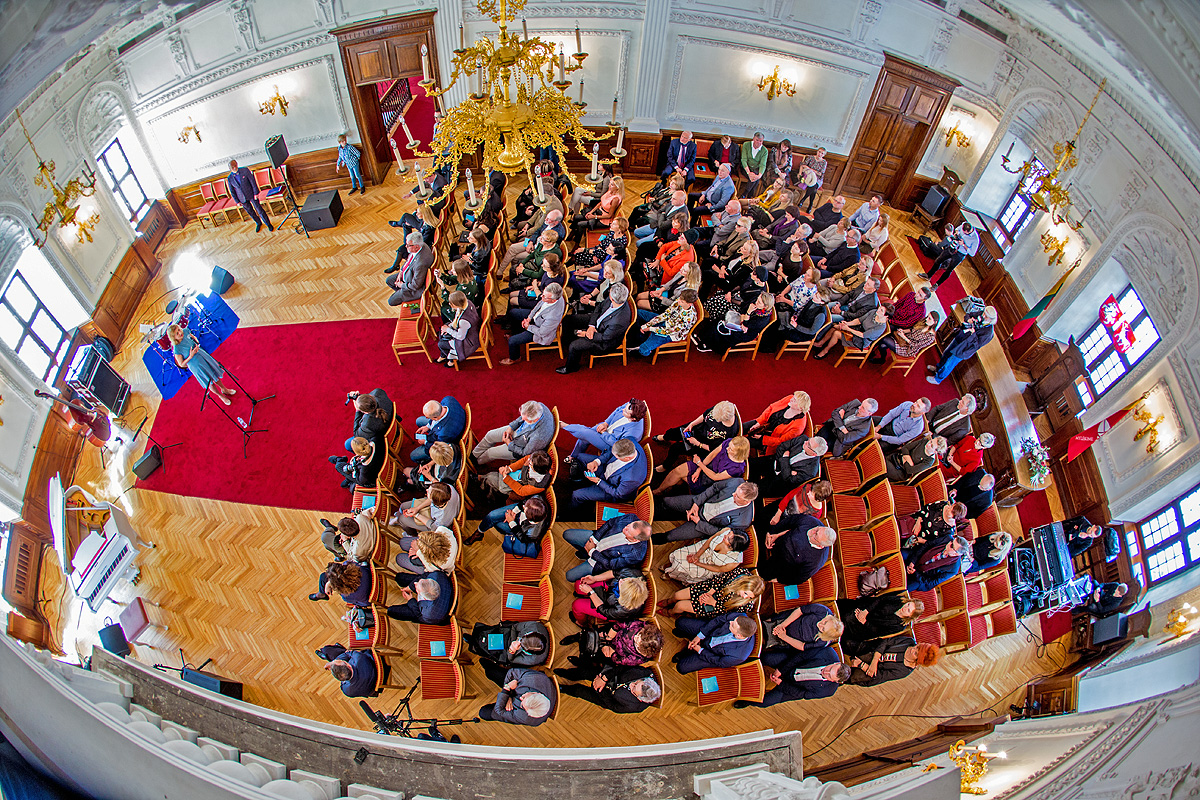

Каунаська ратуша (лит. Kauno rotušė) стоїть посеред ратушної площі у серці Старого міста Каунаса, Литва. Будівля належить до XVI століття. у якій розміщується музей кераміки.

## Історія

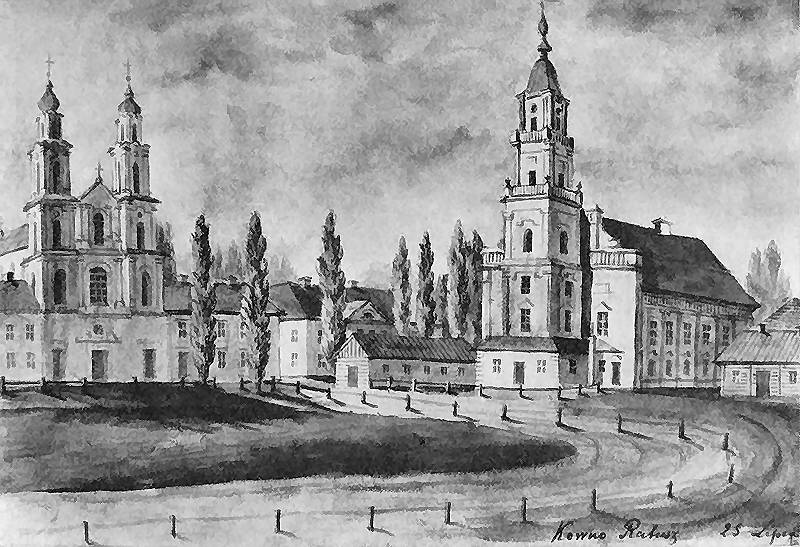
Ратуша (XIX століття, Наполеон Орда)

Будівництво каунаської ратуші почалося у 1542. Спочатку це була одноповерхова будівля із нерозфарбованим фасадом. В XVI столітті був добудований другий поверх та 8-поверхова вежа на схід від будівлі. Перший поверх був пристосований для торгівлі та тюремників, другий — для суду, магістрату, скарбниці, архіву та канцелярії. Підвали використовували для зберігання товарів, а підвал вежі — як в'язницю.
У 1638 була відреставрована у стилі відродження. У 1771–1775 друга реконструкція була здійснена архітектором Й. Матекерісом. Він перебудував частину будівлі, яку було знесено у XVII столітті, перепланував приміщення та додав ще один поверх вежі. Прикрасив ратушу елементами у стилі бароко та класицизм, перебудував фронтон та поставив там статуї великих князів Литви (вціліли лише до XIX століття).
З 1824 ратушу використовували як приміщення православної церкви, потім — як склад боєприпасів.
У 1836 ратуша знову була реконструйована. З неї було зроблено резиденція російських царів.
З 1862 по 1869 в ній розміщувалися Каунаський міський клуб, російський клуб, пожежна частина та російський театр.
У 1869 році каунаський муніципалітет розміщувався у ратуші. У 1944 його замінив архів, у 1951 архів замінив каунаський технічний інститут.
У 1973 палац одружень був відкритий на першому та другому поверхах ратуші. Підвали використовував музей кераміки. У цей же рік будівля була сильно пошкоджена реконструкцією.
У 2005 було проведено останню реконструкцію, частину пошкоджень усунули, і ратушу розфарбували не в білий колір, а кольором слонової кістки.
Каунаська ратуша зветься «Білим лебедем». Сьогодні її використовують для весільних церемоній, офіційних зустрічей гостей міста, підписання угод і офіційних заходів.